# Mohamed Amara
Pour les articles homonymes, voir Amara.
Mohamed Amara, né le 2 septembre 1953 en Algérie, est un mathématicien, universitaire et homme politique franco-algérien, spécialiste de mathématiques appliquées. Président de l'université de Pau et des pays de l'Adour de 2012 à 2020, il est conseiller municipal de Pau depuis 2020 et vice-président de la communauté d'agglomération Pau Béarn Pyrénées depuis 2020.

## Biographie

### Jeunesse et formation
Né en 1953 en Algérie française, Mohamed Amara grandit à Mahouane (wilaya de Sétif) puis à Alger. Après avoir obtenu une licence en mathématiques à l'université d'Alger en 1973, il entre à l'université Pierre-et-Marie-Curie et obtient un diplôme d'études approfondies en 1974, un doctorat de troisième cycle en 1978 puis un doctorat d'État en 1983.

### Carrière
Après son premier doctorat, Mohamed Amara devient attaché de recherche au centre de mathématiques appliquées de l'École polytechnique en 1978. Son second doctorat obtenu en 1983, il entre à la Société nationale de l’électricité et du gaz algérienne dont il dirige l'unité d'études et de recherche de 1986 à 1992.
Il est ensuite successivement professeur à l'université des sciences et de la technologie Houari-Boumédiène (Alger) de 1988 à 1994, à l'École polytechnique de Tunisie (Tunis) de 1994 à 1996 puis professeur associé à l'université Pierre-et-Marie-Curie (Paris) de 1995 à 1996,. Depuis 1996, il est professeur des universités en mathématiques appliquées et applications des mathématiques à l'université de Pau et des pays de l'Adour (UPPA).

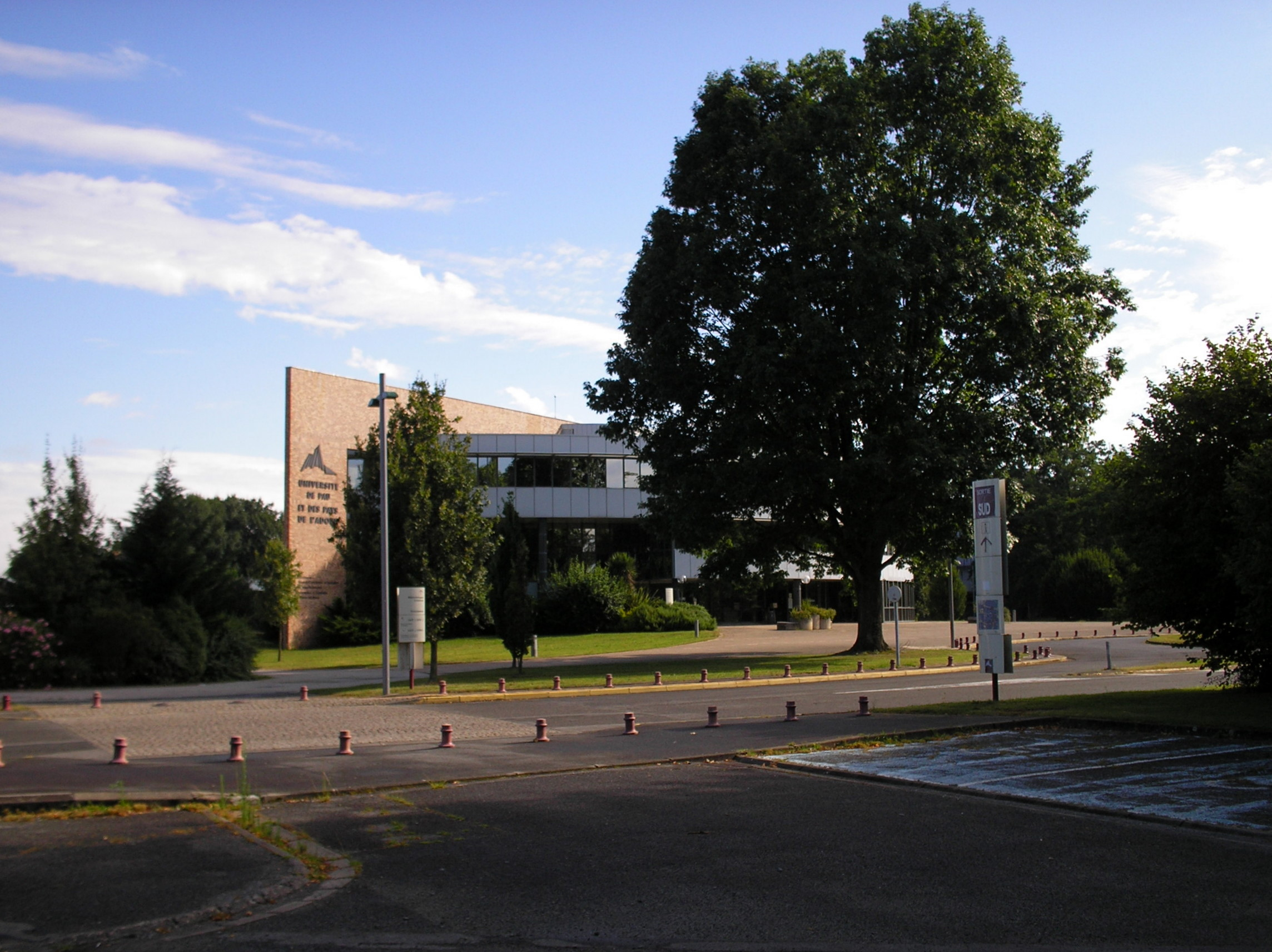
La présidence de l'université de Pau et des pays de l'Adour.

Mohamed Amara est membre du laboratoire de mathématiques et de leurs applications (CNRS-UMR 5142) dont il a assuré la direction de 1999 à 2007. Directeur de l'école doctorale de sciences exactes et de leurs applications (ED211) de l'université de 2007 à 2008 et vice-président du conseil scientifique de l’UPPA de 2008 à 2012, il est membre de 2006 à 2014 de l'équipe projet Magique 3D de l'Institut national de recherche en informatique et en automatique (Inria) dont il avait été un collaborateur extérieur de 1997 à 2004,. Nommé responsable scientifique chargé des programmes nationaux de mathématiques à l'Agence nationale de la recherche entre 2007 et 2011, il préside la commission des relations internationales et européennes de la Conférence des présidents d’université depuis 2018.
Le 7 mai 2012, il est élu président de l'université de Pau et des pays de l'Adour, succédant à Jean-Louis Gout. Il lance alors un programme de travaux et de réhabilitations des infrastructures universitaires représentant une dépense de 75 millions d'euros. Seul candidat à sa propre succession, il est réélu le 14 avril 2016,.
En septembre 2015, il est nommé membre fondateur de l'Académie algérienne des sciences et technologies .

### Parcours politique
En février 2020, il s'engage aux côtés du maire sortant de Pau, François Bayrou (MoDem), qui le place en troisième position sur la liste « Nous aimons Pau ! » qu'il conduit en vue des élections municipales de 2020. Élu conseiller municipal de Pau le 28 juin 2020, il devient vice-président chargé de l’enseignement supérieur, de l’innovation et de la recherche de la communauté d'agglomération Pau Béarn Pyrénées le 9 juillet 2020,.

## Décorations
- Chevalier de l'ordre national du Mérite (2015)[18]
- Officier de l'ordre des Palmes académiques (2018)[19]